# Letadla (film)
Letadla (v originále Planes) je americký animovaný film z roku 2013.

## Děj
Letadlo jménem Prášek Skočdopole je práškovací letadlo, které sní být závodníkem a zúčastnit se závodu kolem světa. I přestože má strach z výšek, Prášek se zúčastní kvalifikace, kde skončí až na 6. místě a nedostane se tedy do hlavního závodu. Později se ale zjistí, že jeden ze závodníků používal zakázané palivo, takže se Prášek dostane do hlavního závodu. S přípravou mu pomůže bývalý voják z námořního letectva, Skipper. V závodě mu pomůže mnoho přátel a díky nim porazí i šampiona Ripslingera.

## Obsazení
| Dane Cook           | Prášek Skočdopole |
| Stacy Keach         | Skipper           |
| Brad Garrett        | Chug              |
| Teri Hatcherová     | Dottie            |
| Julia Louis-Dreyfus | Rochelle          |
| Priyanka Chopra     | Ishani            |
| John Cleese         | Bulldog           |